# Plurien
Plurien település Franciaországban, Côtes-d’Armor megyében. Lakosainak száma 1513 fő (2022. január 1.). Plurien La Bouillie, Erquy, Hénanbihen, Pléboulle és Fréhel községekkel határos.

## Népesség
A település népességének változása:
| Lakosok száma | 1263 | 1309 | 1289 | 1354 | 1465 | 1494 | 1519 | 1559 | 1543 | 1513 |
|               | 1968 | 1982 | 1990 | 2006 | 2013 | 2015 | 2017 | 2019 | 2020 | 2022 |